# بریستول (ویرجینیا)
بریستول (به انگلیسی: Bristol) شهری در ایالت ویرجینیا کشور ایالات متحده آمریکا است که جمعیت آن در سرشماری سال ۲۰۱۰ میلادی، ۱۷٬۸۳۵ نفر بوده‌است.